# ギオルギ・プルイゼ
ギオルギ・プルイゼ（グルジア語: გიორგი ფრუიძე、Giorgi Pruidze、1994年6月2日 - ）は、ジョージアのラグビーユニオン選手。

## プロフィール
- ジョージア・チャルトゥボ出身[1]。
- ポジションはウィング(WTB)、センター(CTB)。
- 身長 191cm、体重 95kg
- ジョージア代表キャップは15（2025年4月現在）でラグビーワールドカップ2015のジョージア代表に選ばれた[2]。

## 略歴
RCアイア・クタイシ、クラスニヤール・クラスノヤルスクを経て、2022年、バトゥミRCに加入。